# 那賀川町
那賀川町（なかがわちょう）は、かつて徳島県の東部にあった町である。那賀郡に属した。
2006年3月20日、阿南市に編入され消滅した。

## 地理

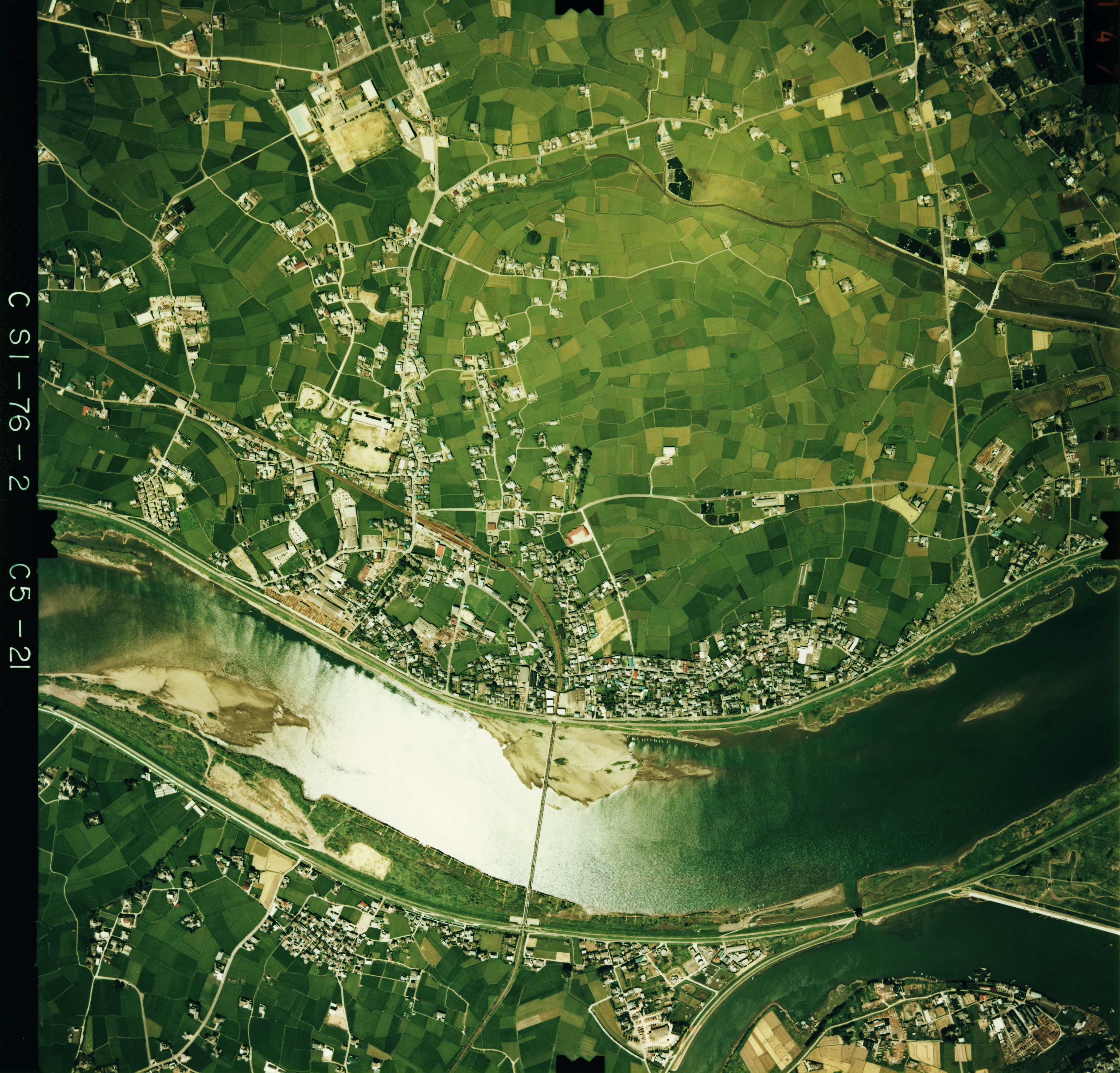
那賀川市街地 1976年度

阿南平野（那賀川平野）に位置する。東部は紀伊水道に面し、南部は阿南市との境界付近を那賀川が流れる。

### 隣接している自治体
- 小松島市
- 阿南市、羽ノ浦町

## 歴史
- 1956年（昭和31年）9月30日 - 今津村・平島村が合併して那賀川町が発足。
- 1968年 - 町章を制定[1]。
- 2005年（平成17年）11月2日 - 那賀川の中州にアゴヒゲアザラシのナカちゃんが現れる。
- 2006年（平成18年）3月20日 - 阿南市に編入。同日那賀川町廃止。

## 行政

### 歴代町長
- 初代 - 宮本治平 （1956年就任）
- 第2代 - 花岡正義 （1959年就任）
- 第3代 - 橋本久 （1967年就任）
- 第4代 - 島田好一 （1971年就任）
- 第5代 - 小泉隆一 （1987年就任）
- 第6代 - 臣永正廣 （1999年就任、のちに大阪市西成区長を歴任）

## 経済

### 産業
- 主な産業

### 教育

#### 中学校
- 那賀川町立那賀川中学校

#### 小学校
- 那賀川町立今津小学校
- 那賀川町立平島小学校

#### 廃校
- 那賀川町立今津中学校
- 那賀川町立平島中学校

## 交通

### 鉄道路線

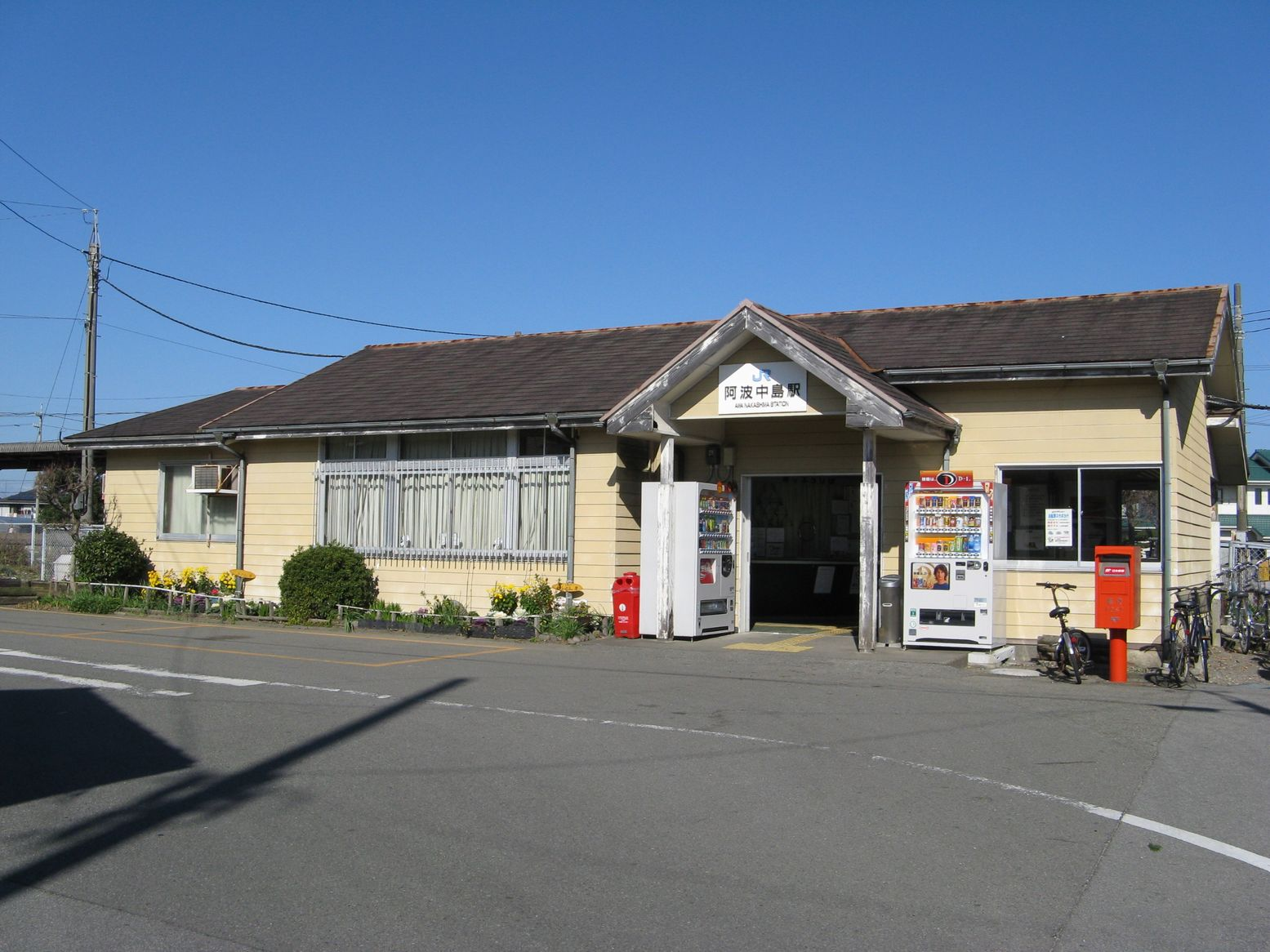
阿波中島駅

- 中心となる駅：四国旅客鉄道（JR四国）阿波中島駅

町内にはJR牟岐線（阿波室戸シーサイドライン）が通っている。町内にある駅は次の通り。
- （羽ノ浦町） - 西原駅 - 阿波中島駅 - （阿南市）
- 隣接市町村への連絡
- 都道府県庁への連絡
- 広範囲な連絡

### バス路線

#### 高速路線バス
- 徳島バス（阿南大阪線、全便運行）
- ジェイアール四国バス・西日本ジェイアールバス・本四海峡バス（阿南エクスプレス号（阿南 - 大阪））

#### 高速バス停留所
- ゆたかの団地バスストップ
- 那賀川バスストップ

### 道路

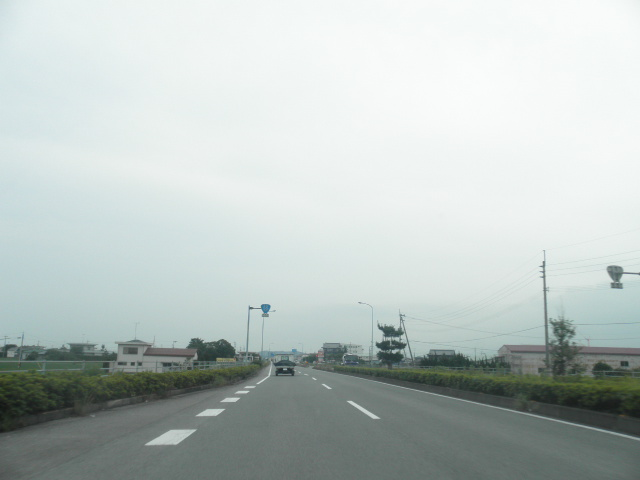
国道55号阿南道路
那賀川町色ケ島字野上で撮影

- 高速道路および地域高規格道路：なし
- 一般国道
  - 町内を走る一般国道
    - 国道55号（阿南道路）
- 県道
  - 町内を走る県道
    - 徳島県道27号阿南那賀川線
    - 徳島県道128号阿南羽ノ浦線
    - 徳島県道141号大林那賀川阿南線
    - 徳島県道191号富岡港南島線
    - 徳島県道273号大京原今津浦和田津線
    - 徳島県道274号坂野羽ノ浦線
    - 徳島県道275号敷地羽ノ浦線
    - 徳島県道277号中島古庄線

#### 道の駅
- 公方の郷なかがわ

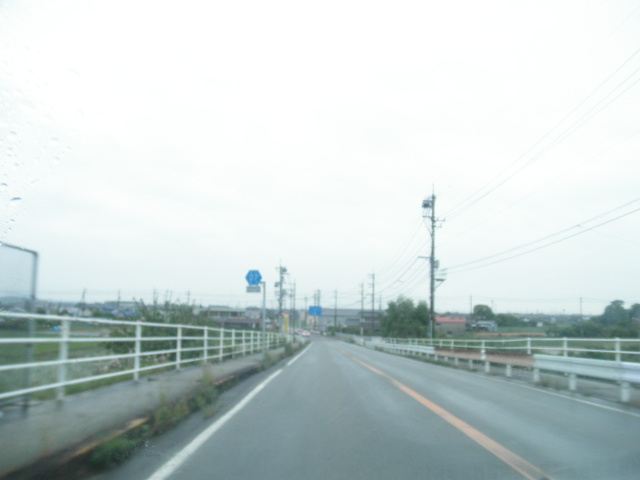
徳島県道27号阿南那賀川線那賀川町古津で撮影
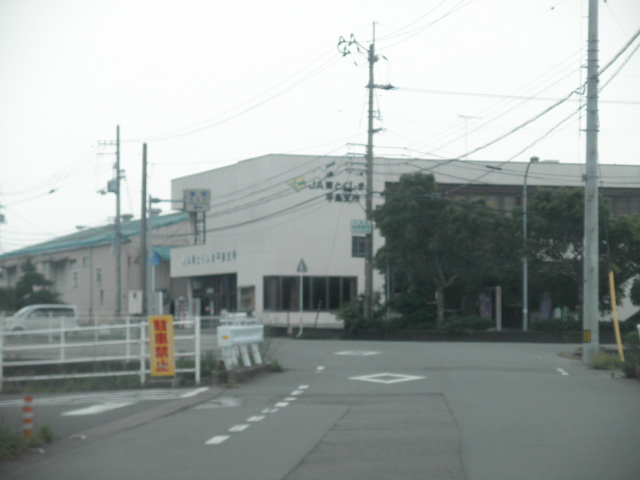
徳島県道141号大林那賀川阿南線 那賀川町上福井字橋本で撮影
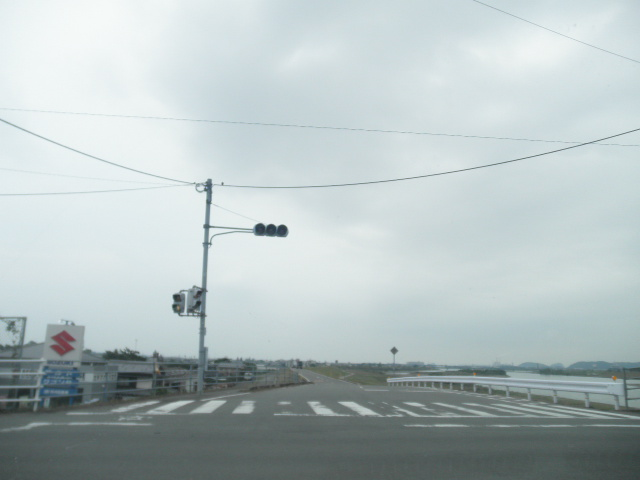
徳島県道277号中島古庄線 那賀川町大京原で撮影

## 名所・旧跡・観光スポット・祭事・催事
- 那賀川町立歴史民俗資料館

## 出身有名人
- 山田隆二（鉄道省官僚）（旧平島村中島） - 牟岐線開通の功労者の一人。
- 黒部光昭（サッカー選手、元日本代表）
- 道上彩花（サッカー選手、元日本代表）
- 岩原紗也香（競輪選手）